# Baie Larose
Pour les articles homonymes, voir Larose.
La baie Larose est une baie de la côte sud de la Grande Terre dans les îles Kerguelen, dans les Terres australes et antarctiques françaises.

## Géographie

### Situation
La baie Larose est formée par les rivages sud-ouest de la péninsule Gallieni ainsi que par la pointe sud de la presqu'île du Bougainville. Elle peut être considérée comme une partie de la baie d'Audierne, dont elle occupe le nord-est, et ouvre sur le fjord Larose qui est son prolongement au nord entre les deux presqu'îles sus-citées.

### Toponymie
La baie prend son nom en 1908, donné par le navigateur et explorateur Raymond Rallier du Baty et reproduit dans sa carte de 1922, en hommage à Eugène Larose, un matelot normand de son navire le J.B. Charcot.